# Apalacris splendens
Apalacris splendens är en insektsart som först beskrevs av Willemse, C. 1930.  Apalacris splendens ingår i släktet Apalacris och familjen gräshoppor. Inga underarter finns listade i Catalogue of Life.